# Cheilotrichia (Cheilotrichia) brincki
Cheilotrichia (Cheilotrichia) brincki is een tweevleugelige uit de familie steltmuggen (Limoniidae). De soort komt voor in het Afrotropisch gebied.